# PCサクセス

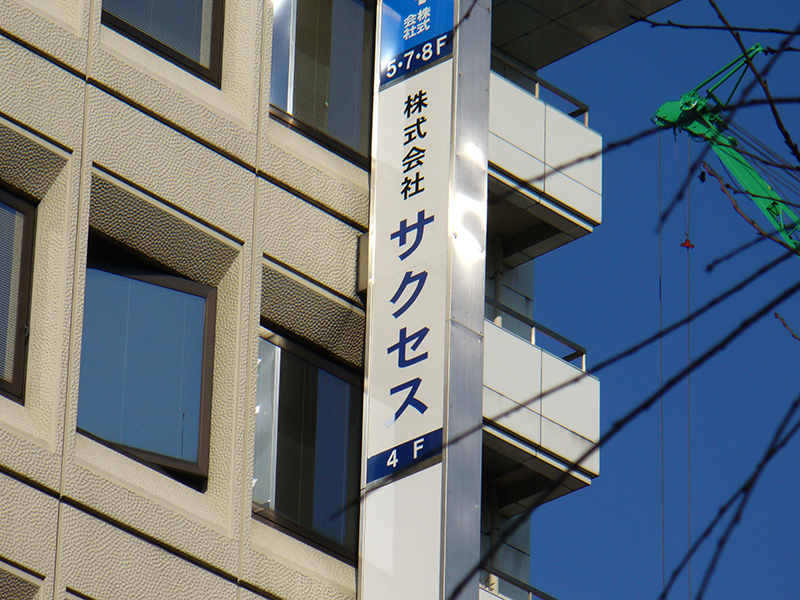
PCサクセス本社看板

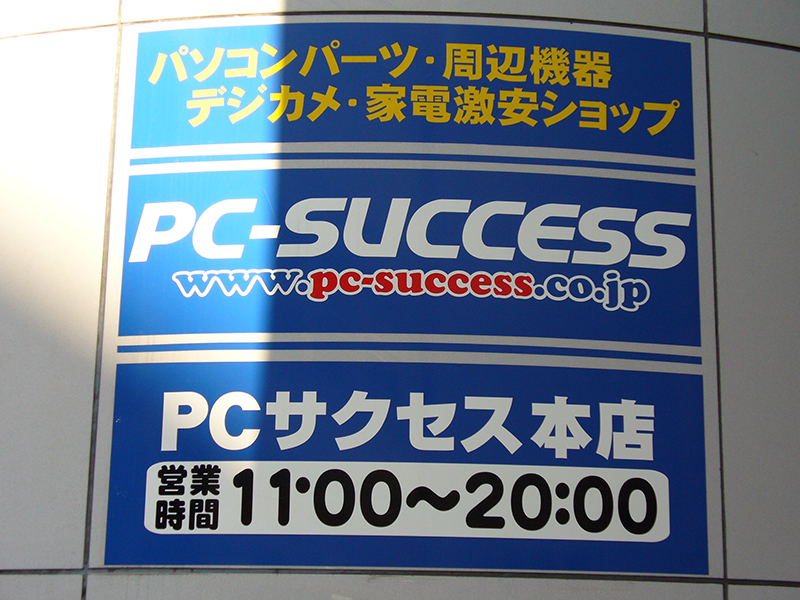
PCサクセス本店銘板

PCサクセス（ピーシーサクセス）は、かつて存在した株式会社サクセスが運営していたコンピュータ関連商品の通販・直販店。
秋葉原電気街の界隈に本社と2店舗を構え、価格.comやコネコネットなどの価格比較サイトに最安値で製品を多数掲載・販売し、価格競争を繰り広げていたことで知られる。また、楽天やライブドアでOA家具の販売を行うEZ-SUCCESS（イージーサクセス）や釣り情報サイト「つりnet」も運営していた。
後述する通り2007年1月31日付けで東京地方裁判所に自己破産を申請し受理され営業を終了している。

## 歴史

### 設立
1999年8月に、杉浦敏雄が代表となり設立した。杉浦はラオックス元社員で秋葉原の同社の大型店舗ザ・コンピュータ館を初代店長として立ち上げた人物としても知られる。
当初は秋葉原電気街外れの昌平橋通りの妻恋坂交差点角のビルに店舗を構え、当時急激な拡大傾向にあったインターネット上の価格比較サイトなどで競合他店よりも低い低価格を徹底的に誇示する通販主体の商法で売り上げを伸ばしてゆき、ショップブランドのパソコン本体の販売も大々的に展開した。

### 躍進
2002年には外神田1丁目に2号店をオープン、2005年には本店も外神田3丁目のPCショップの激戦区と呼ばれる地域の一角のビルの地下1階に移転した。
その後も、秋葉原の店頭・インターネットの価格比較サイトともに群を抜く安さで知名度を高め、2005年10月期には年間206億円の売り上げを計上するなど、全盛期には大手ショップにも比肩する品揃えと顧客数を誇った。

### 内実
販売規模を拡大していった反面で、社内システムやカスタマーサポートの整備拡充が全く追いついておらず、インターネット上の掲示板ではサポートの悪さや発送の遅さに対する批判の多さでも際立っており、一部ではバッシングや民事訴訟に発展した例もあった。
価格比較サイトで常に最安値を誇示して存在感を創出する典型的な薄利多売商法を取っていたが、このことの裏返しとして利益率の低さが恒常的なものになっており、資金繰りについては常々「自転車操業」と揶揄されるほど逼迫した状態が続いていた。また、価格比較サイトに掲出している価格が実勢相場に対して不自然なほどに安価であるのに対して、店頭の実売価格が実勢相場よりも高いということも茶飯事で、価格比較サイトを見る場合にもPCサクセスや同様の情報の信頼性に乏しい一部競合店を事実上除外して比較するという方法が自作パソコンのユーザーでは常道になるほどであった。
最盛期からわずか半年あまりの2006年春頃に金融機関への融資の返済が滞りがちになるのと相前後して同年3月期の決算内容など経理面ついて不明瞭な部分が存在することが露見するようになり経営は逼迫の一途を辿る。同年9月には社長だった栗田勝が退任、当時代表取締役会長だった杉浦が再び社長に戻り、経営改善を急ぐべく取引先に支援を要請し資金集めに奔走した。その結果いくばくかの資金の支援を得られたものの、経営の建て直しには程遠かった。

## 経営破綻
2007年、ダイワボウ情報システムから5億円の援助融資を受けるも、月末の決済で行き詰まり1月31日に東京地方裁判所に対し自己破産手続きを行った。負債総額は推定30億円。
手続きが行われた日は、取引先関係者や債権者への電話連絡がない（電話が繋がらない）為に、夕方から店舗・本社前に集まり、テレビ東京の取材も入るなど、現場周辺は一時騒然となった。
この日は、前日1月30日にWindows Vistaが発売された直後という、パソコン需要の高い時期であり、一部では「Vista搭載PCの発注を大量に集めて入金させ、商品を発送せずに消えたのではないか」という一種の計画倒産や詐欺の噂も囁かれたが、関係者はそれを否定している。

### その後
- 破産管財人によれば、経営破綻の直前に同社に入金していた消費者は約3,000人いるとされる。
- PC-Success楽天市場店[リンク切れ]は、2007年4月20日付でサービスを終了した旨のメッセージが掲載されていた。
  - 楽天では、「店舗を貸しているだけ」として同社に関する入金は一切補償しないとしているが、この事件の半年後の2007年10月29日、「楽天あんしんショッピングサービス」制度の創設をリリース発表し、会員1名につき上限50万円・年1回に限り、商品未着・連絡困難となる加盟店事故について補償する旨を言明した。但し2007年10月29日17時以降の注文分に限られる。[3]
- 価格比較サイトでは倒産後しばらくの間、価格情報が掲載されたまま放置されている状態も見られたが、掲載期間の終了などから現在では全て消えている。
- OA家具の専門店、EZ-SUCCESSはしばらくトップページのみ残存し、中身は改装中とされており注文はできない状態だった。
- 倒産と同時にカスタマーサポートやその作業は停止され打ち切られた。顧客に販売したパソコンやパーツの修理や初期不良などの預かり品も多数あったが、これらは全て在姿状態のまま未修理・未交換で返送されている。この際には、返却までに数週間を要し、少なからぬ混乱が起きた。
- 同社の延長保証は、別にサービス契約管理業を行っている企業があり、これが継続して受け持っていた[4]。
- 本店跡地には、アロシステム（現：ユニットコム）のFaith（フェイス）が入居、営業を始めたが2009年に近隣に移転している。